# 第84期名人戦 (将棋)
第84期名人戦（だい84き めいじんせん）は、2026年（2026年4月 - 2026年6月予定）に実施される第84期の将棋のタイトル棋戦「名人戦」で、第84期順位戦（2025年度実施）で選出された「挑戦者」と第83期名人の両者が、七番勝負により名人のタイトル（第84期）を争う。
「第84期名人戦」および「第84期順位戦」の主催は朝日新聞社、毎日新聞社および日本将棋連盟、協賛は大和証券グループ本社。ここでは「第84期名人戦」の七番勝負についての詳細を記述する。

## 第84期名人戦七番勝負
| << 第83期名人戦 |  | 第85期名人戦 >>                      |
|                 |  | 名人戦｜順位戦｜A｜B1｜B2｜C1｜C2｜F |

日程：2026年 4月 _日 - 2026年 6月 _日（予定）
藤井聡太 第83期名人 対 挑戦者
| 日程 (2025年)                         | 第1局                           | 第1局                           | 第2局           | 第2局           | 第3局           | 第3局           | 第4局           | 第4局           | 第5局※       | 第5局※       | 第6局※       | 第6局※       | 第7局※       | 第7局※       | 結果  |
| 日程 (2025年)                         | 4月00日-00日                    | 4月00日-00日                    | m月00日-00日    | m月00日-00日    | m月00日-00日    | m月00日-00日    | m月00日-00日    | m月00日-00日    | m月00日-00日 | m月00日-00日 | m月00日-00日 | m月00日-00日 | 6月00日-00日 | 6月00日-00日 | 結果  |
| (会場) 対局者                         | \| ( \| 0東京都0 文京区 \| ) \| | \| ( \| 0東京都0 文京区 \| ) \| |                 |                 |                 |                 |                 |                 |              |              |              |              |              |              | 結果  |
| (会場) 対局者                         | ホテル椿山荘 東京               | ホテル椿山荘 東京               |                 |                 |                 |                 |                 |                 |              |              |              |              |              |              | 結果  |
| ------------------------------------- | ------------------------------- | ------------------------------- | --------------- | --------------- | --------------- | --------------- | --------------- | --------------- | ------------ | ------------ | ------------ | ------------ | ------------ | ------------ | ----- |
| 第83期名人 藤井聡太 名人              | 振駒A                           | -                               | B               | -               | A               | -               | B               | -               | A            | -            | B            | -            | 振駒         | -            | (0勝) |
| 挑戦者 （挑戦者）                     | 振駒B                           | -                               | A               | -               | B               | -               | A               | -               | B            | -            | A            | -            | 振駒         | -            | (0勝) |
| 総手数 封 (封じ手)                    | 000手 (00手目)                  | 000手 (00手目)                  | 000手 (00手目)  | 000手 (00手目)  | 000手 (00手目)  | 000手 (00手目)  | 000手 (00手目)  | 000手 (00手目)  | -            | -            | -            | -            | -            | -            |       |
| 消費時間 (時間:分)                    | 先 -:-- 後 -:--                 | 先 -:-- 後 -:--                 | 先 -:-- 後 -:-- | 先 -:-- 後 -:-- | 先 -:-- 後 -:-- | 先 -:-- 後 -:-- | 先 -:-- 後 -:-- | 先 -:-- 後 -:-- | -            | -            | -            | -            | -            | -            |       |
| 棋譜 (要購読契約)                     | (第1局)                         | (第1局)                         | (第2局)         | (第2局)         | (第3局)         | (第3局)         | (第4局)         | (第4局)         | -            | -            | -            | -            | -            | -            |       |
| 戦型                                  | (第1局)                         | (第1局)                         | (第2局)         | (第2局)         | (第3局)         | (第3局)         | (第4局)         | (第4局)         | -            | -            | -            | -            | -            | -            |       |
| 正立会人副立会人(毎日) 副立会人(朝日) | （未定）                        | （未定）                        | （未定）        | （未定）        | （未定）        | （未定）        | （未定）        | （未定）        | （未定）     | （未定）     | （未定）     | （未定）     | （未定）     | （未定）     | 出典  |
| 記録係                                | 宮原暁月 三段 福田晴紀 三段     | 宮原暁月 三段 福田晴紀 三段     | （未定）        | （未定）        | （未定）        | （未定）        | （未定）        | （未定）        | （未定）     | （未定）     | （未定）     | （未定）     | （未定）     | （未定）     | 出典  |
| 応援掲示板(中継ブログ) · (要購読契約) | (第1局)                         | (第1局)                         | (第2局)         | (第2局)         | (第3局)         | (第3局)         | (第4局)         | (第4局)         | -            | -            | -            | -            | -            | -            |       |
| (                                     | 0東京都0 文京区                 | )                               |                 |                 |                 |                 |                 |                 |              |              |              |              |              |              |       |

- 先：先手番 ／  封 ：1日目 封じ手の手番 ／ 各局いずれも2日制で、持ち時間は両対局者とも各局9時間。
- 第1局と第7局では手番の先後を振り駒で決定。第2-6局の手番は前局と入れ替える。
- 一方が4勝した時点で決着、以降の対局(※)は実施されない。

| 対局スケジュール（記録係の交代は第81期第1局のケース） \| ( 午前 ) 09:00 対局開始 10:00 おやつ 10:30 記録係 交代 12:00 昼食休憩 (60分間)0 \| \| ( 1日目 午後 ) 13:00 対局再開 / 記録係 交代00 15:00 おやつ 15:30 記録係 交代 18:30 封じ手 \| \| ( 2日目 午後 ) 13:00 対局再開 / 記録係 交代0 15:00 おやつ / 記録係 交代 17:00 夕食休憩 (30分間） 17:30 対局再開 / 記録係 交代 (以降 記録係は1時間交代) (残り時間10分以降 記録係は2人態勢) \| |  |                                                                                           |  | |
| ( 午前 ) 09:00 対局開始 10:00 おやつ 10:30 記録係 交代 12:00 昼食休憩 (60分間)0 |  | ( 1日目 午後 ) 13:00 対局再開 / 記録係 交代00 15:00 おやつ 15:30 記録係 交代 18:30 封じ手 |  | ( 2日目 午後 ) 13:00 対局再開 / 記録係 交代0 15:00 おやつ / 記録係 交代 17:00 夕食休憩 (30分間） 17:30 対局再開 / 記録係 交代 (以降 記録係は1時間交代) (残り時間10分以降 記録係は2人態勢) |